# Нове Село (станція)
Нове Село (рос. Новая Деревня) — залізнична станція Сестрорецького напрямку Жовтневої залізниці. Розташована в Приморському районі Санкт-Петербурга, на перетині з Коломязьким проспектом.
На станції зупиняються всі електропоїзди, прямуючі з Санкт-Петербург-Фінляндського на Білоострів через Сестрорецьк.

## Історія
Станція була влаштована на стику двох ліній Приморської Санкт-Петербург-Сестрорецької залізниці: Нове Село — Озерки і Нова Село — Лахта. Час відкриття, ймовірно, збігається з датою введення останньої лінії — 12 липень 1894 року. Станції було присвоєно назву «Вузлова», що відображало її знаходження на перетині залізничних напрямків.
Станція практично не виконувала функцій з обслуговування пасажирів. Основним її призначенням було технічне обслуговування і роз'їзд потягів. Навколо неї були побудовані залізничні майстерні.
В 1920-ті роки, після з'єднання Сестрорецької лінії з Санкт-Петербург-Фінляндським і демонтажу лінії до Санкт-Петербург-Приморської, станції було присвоєно сучасну назву по історичному району.
1 червня 1952 року Сестрорецька лінія була електрифікована.

## Сучасний колійний розвиток
Між головними коліями знаходиться острівна пасажирська платформа. З боку Ланської залізниця двоколійна, в сторону Старого Села — одноколійна. На схід від платформи відходить під'їзну колію на Міський продовольчий гуртовий ринок (ЗАТ «Приморське об'єднання»). На захід від станції колія прямує по мосту через Чорну річку.